# '49–'17
'49–'17 er en amerikansk stumfilm fra 1917 af Ruth Ann Baldwin.

## Medvirkende
- Joseph W. Girard som Brand.
- Leo Pierson som Tom Reeves.
- William J. Dyer som J. Gordon Castle.
- Mattie Wittingas som Ma Bobbett.
- George C. Pearce som Ezra Pa Bobbett.